# Hartland (Wisconsin)
Hartland és una població dels Estats Units a l'estat de Wisconsin. Segons el cens del 2000 tenia 7.905 habitants.

## Demografia
Segons el cens del 2000, Hartland tenia 7.905 habitants, 3.002 habitatges, i 2.161 famílies. La densitat de població era de 676,7 habitants per km².
Dels 3.002 habitatges en un 41,3% hi vivien nens de menys de 18 anys, en un 57,4% hi vivien parelles casades, en un 11% dones solteres, i en un 28% no eren unitats familiars. En el 22,3% dels habitatges hi vivien persones soles el 7,2% de les quals corresponia a persones de 65 anys o més que vivien soles. El nombre mitjà de persones vivint en cada habitatge era de 2,63 i el nombre mitjà de persones que vivien en cada família era de 3,13.
Per edats la població es repartia de la següent manera: un 29,7% tenia menys de 18 anys, un 7,8% entre 18 i 24, un 33,5% entre 25 i 44, un 21,5% de 45 a 60 i un 7,5% 65 anys o més.
L'edat mediana era de 34 anys. Per cada 100 dones de 18 o més anys hi havia 92,7 homes.
La renda mediana per habitatge era de 58.359 $ i la renda mediana per família de 67.844 $. Els homes tenien una renda mediana de 48.475 $ mentre que les dones 30.253 $. La renda per capita de la població era de 26.537 $. Aproximadament l'1,8% de les famílies i el 2,6% de la població estaven per davall del llindar de pobresa.

## Poblacions més properes
El següent diagrama mostra les poblacions més properes.